# Čeština 2.0
Čeština 2.0 je internetový slovník vytvářený otevřenou komunitou (na principech web 2.0). Založen byl roku 2008. Jak uvádí ve svém stručném úvodu, je zaměřen na neotřelá, nová, regionální či jinak zajímavá slova ze všech zákoutí češtiny. Recenze zdůrazňuje zásobu slangových a trendových výrazů současné češtiny, přičemž slovník obsahuje „prakticky vše, od politického slangu a corpohantecu českých byznysmenů až po neotřelé sexuální novotvary z prostředí tuzemských náleven“. Zakladatelem a provozovatelem webu je Martin Kavka, někdejší novinář, později copyeditor a copywriter.

## Historie a zaměření
Zakladatel si nejprve začal zapisovat zajímavé novotvary a neznámé regionální výrazy do notýsku, poté jeho přátele napadlo dát slovníku on-line podobu. Prvním slovem, které jej ke sbírání slov inspirovalo, byl sračkogán. Autor slovník považuje spíše za zábavu, která má dokládat, jakým způsobem se Češi dokážou bavit a hrát si s jazykem, než za obohacení češtiny.

## Rozsah a uspořádání
V dubnu 2018 obsahoval přes 11 tisíc slov. Podle vyjádření z dubna 2018 přibude do slovníku kolem 50 slov týdně, podle článku z ledna 2017 to bylo kolem 80 slov týdně.
Největší diskuse vyvolávají novotvary reagující na aktuální politiku, které tvoří asi 10 až 20 % z vložených slov. Nejvyhledávanějším slovem údajně byl kunerol, předválečné označení margarínu. Okamžitou komunitní aktualizací slovník předčí tištěné slovníky neologismů.  Slovník umožňuje řazení hesel podle abecedy, data přidání či oblíbenosti, přičemž oblíbenost nastavuje rovněž komunita uživatelů svým hlasováním. Ke každému heslu je uveden příklad jeho užití ve větě nebo v konkrétní situaci, u některých je vysvětleno i pozadí jejich vzniku.
Od roku 2017 autor chystá tištěné vydání spolu s pdf verzí. Založil k tomu účelu webovou stránku, na které si lze tištěnou nebo elektronickou verzi slovníku předobjednat nebo si objednat propagační předměty. 19. července 2017 sliboval, že do Vánoc 2018 by se vydání mělo podařit.

## Komunita
Mezi přispěvateli jsou častěji lidé starší generace, mimo jiné i pracovníci Ústavu pro jazyk český, překladatelé či autoři slovníků, uživatelé jsou spíš z mladší věkové kategorie. V lednu 2018 tvořilo fanouškovskou základnu také přes 8 tisíc fanoušků na Facebooku a přes 4,5 tisíce followerů na Twitteru.
Přispěvatelé a uživatelé mohou hesla do slovníku pouze navrhovat a pak hodnotit oblíbenost již vložených hesel, samotné vložení hesla provádí provozovatel slovníku sám. Podle svých slov věnuje slovníku jednu až dvě hodiny denně, za vydatné pomoci své manželky.
Každému z deseti nejčastějších přispěvatelů neologismů bylo schváleno alespoň 259 slov. Níže jsou uvedena jejich jména nebo přezdívky a v závorkách ukázky příspěvků: 
- Rostislav Ulička (prcibel, covidiot, mimozoomšťan, koronovela, šitcom, čipochondr)
- mato (trolčáček, povolební vyjebávání, pornolitik, obžerstvení, dobroser, mluvčáček)
- OVO (feriovka, srát mramor, kuleváloš, korosádlo, jebačka, trojpich)
- Lili (jít s pískem, sežrat žábu, vinčenzo makalůzo, trojdílné plavky, rouškomat, vitamín V)
- Sebastián Wortys (soběstatkář, plaťforma, živostavba, dadavěda, předkritika, domafest)
- Luk (dusič, sako, ucvrnknout si, projeb, muří noha, babišistán)
- Pietro (čičibába, lemrošlap, mobík, vypendrekovat, překližka, hatatitla)
- intuic (zášoustí, kočka v prášku, alkorytmus, šrajtoflenka, soudržka, všečuměl)
- L_O_U_S (Zemandov, jít na Zemana, hra o trůny, kvízčubina, třetí svět, pejskařský plurál)
- kmichaal (krulišárna, presstitut, čuramedán, veškrnovné, pomrdný, ocasné)

## Archivace
V říjnu 2009 a v listopadu 2010 byl web archivován Webarchivem Národní knihovny ČR, od roku 2014 je archivován několikrát ročně. Článek Roberta Maleckého v Tiscali.cz z ledna 2017 vytkl ve svém titulku, že „unikátní slangový slovník se stal součástí webarchivu Národní knihovny“, přičemž prý tam byl zařazen „na přelomu roku“. Matěj Smlsal to v perexu svého článku na webu Blesk.cz o necelé dva týdny později prezentoval slovy, že se web „na přelomu roku stal dokonce součástí stránek Národní knihovny“.
Od 8. května 2009 je web archivován v kalifornském mezinárodním digitálním webovém archivu Wayback Machine knihovny Internet Archive.

## Hodnocení a reakce
Ředitel Ústavu pro jazyk český Karel Oliva podle Kavky řadil slovník do kategorie jazykových legrácek. Profesor Jiří Marvan, bohemista, slavista a baltista, strýc Kavkovy ženy, byl prý ze slovníku nadšen a sám do něj příspěl několika slovy.